# Oromia (zona)
Oromia è una delle zone amministrative in cui è suddivisa la Regione degli Amara in Etiopia.

## Woreda
La zona è composta da 7 woreda:
1. Artuma Fursi
2. Bati
3. Bati Town
4. Dewa Cheffa
5. Dewa Harewa
6. Jilye Tumuga
7. Kemisie town